# Арутюнян, Рафаэль Варназович
Рафаэль Варназович Арутюнян (з.-арм. Ռաֆայէլ Վառնազի Հարութիւնեան, в совр. орф. Ռաֆայել Վառնազի Հարությունյան; 1954—2019) — советский и российский учёный в области безопасности ядерных технологий, доктор физико-математических наук (1997), профессор (2006). Лауреат Премии Правительства Российской Федерации в области науки и техники (2014) и Премии Ленинского комсомола в области науки и техники (1985).

## Биография
Родился 13 августа 1954 года в селе Ахалкалаки Грузинской ССР.
В 1971 году поступил на физический факультет Ереванского государственного университета, в 1974 году в ходе посещения Ереванского государственного университета ректор МГУ академик Р. В. Хохлов обратил внимание на Р. В. Арутюняна и предложил ему перейти на Физический факультет МГУ.
С 1978 года после окончания Физический факультет МГУ был оставлен в университете в качестве стажёра-исследователя. С 1981 по 1989 годы работал младшим научным сотрудником, научным сотрудником и старшим научным сотрудником Троицкого филиала ИАЭ им. И. В. Курчатова.
В 1982 году защитил кандидатскую диссертацию. В 1997 году защитил докторскую диссертацию. В 2006 году был утверждён профессором.
Научные интересы:
- теория взаимодействия излучения с веществом, коллективные эффекты излучения, гамма-лазер.
- модели воздействия мощного излучения на материалы;
- физические модели тяжелых аварий на АЭС;
- разработка компьютерных систем прогнозирования радиологических последствий радиационных аварий и выработки рекомендации по защите населения;
- радиационные и экологические риски.

С 1989 года работал в ИБРАЭ РАН — заведующий отделом, с 1992 по 1994 годы — директор Отделения радиационной безопасности и радиационного риска, с 1994 по 1997 годы — заместитель директора ИБРАЭ РАН по научной работе и координации перспективных разработок. С 1997 года — руководитель Технического кризисного центра (c 2013 года — Центр научно-технической поддержки) ИБРАЭ РАН, внёс огромный вклад в становление ИБРАЭ РАН, его основная тематика это предотвращения и преодоления последствий радиоактивных аварий на АЭС.
В 1986 году в составе группы Л. А. Большова активно участвовал в ликвидации последствий аварии на ЧАЭС за что в 1997 году был награждён Орденом Мужества.
Помимо основной деятельности Р. В. Арутюнян являлся членом Научно-технического совета по секции № 10 (Экологическая, ядерная и радиационная безопасность) Федерального агентства по атомной энергии, членом диссертационного и учёного совета ИБРАЭ РАН. Состоял членом Общественного совета Росатома и Экспертного совета при Правительстве Российской Федерации. Был профессором
кафедры проблем безопасного развития современных энергетических технологий Московского физико-технического института.
Умер 9 декабря 2019 года в Москве после продолжительной болезни. Похоронен на Хованском кладбище.

## Награды

### Ордена
- Орден Мужества (1997)
- Орден Почёта (2016)

### Медали
- Медаль «В память 850-летия Москвы» (1997)

### Премии
- Премия Правительства Российской Федерации в области науки и техники (2014 — «за разработку и внедрение методов и технологий обеспечения радиационной безопасности населения и территорий Российской Федерации»)
- Премия Ленинского комсомола в области науки и техники (1985 — «за работу „Микрометаллургические процессы при импульсном и импульсно-периодическом воздействии лазерного излучения на поверхность металлов и сплавов“»)

### Ведомственные награды
- Почётный знак МЧС России (2006)